# Yoldiella dautzenbergi
Yoldiella dautzenbergi is een tweekleppigensoort uit de familie van de Yoldiidae. De wetenschappelijke naam van de soort is voor het eerst geldig gepubliceerd in 2008 door La Perna.